# Jeff Webb
Jeffrey William Webb, detto Jeff (Milwaukee, 6 luglio 1948), è un ex cestista statunitense, professionista nella NBA.

## Palmarès
- Campionato NBA: 1

Milwaukee Bucks: 1971